# Manon Bollegraf
Manon Bollegraf (ur. 10 kwietnia 1964 w ’s-Hertogenbosch) – tenisistka holenderska, specjalistka gry podwójnej, zwyciężczyni czterech turniejów wielkoszlemowych w grze mieszanej, reprezentantka w Pucharze Federacji, olimpijka.

## Kariera tenisowa
Kariera zawodowa praworęcznej Holenderki przypadła na lata 1983–2000, ale od 1996 występowała wyłącznie w turniejach deblowych. Odniosła łącznie 26 zwycięstw w turniejach deblowych rangi WTA Tour, wygrała również jeden turniej w grze pojedynczej. Zarobiła na korcie przeszło dwa miliony dolarów. Jej najlepszym sezonem w karierze był rok 1997, kiedy wygrała pięć turniejów deblowych, była w finale Wimbledonu w deblu, w półfinale US Open i ćwierćfinałach pozostałych dwóch turniejów wielkoszlemowych, a ponadto wygrała US Open i Australian Open w mikście. Starty te dały jej pozycję nr 4 w rankingu światowym deblistek (w lutym 1998).
Najlepsze wyniki osiągała w parze z Amerykanką Nicole Arendt. W finale Wimbledonu 1997 para Bollegraf-Arendt uległa ówczesnym liderkom kobiecego debla, Białorusince Natalli Zwierawej i Amerykance Gigi Fernández (6:7, 4:6). Skuteczne pary Bollegraf tworzyła również m.in. z Meredith McGrath, Martiną Navrátilovą (grały razem w 1994, kiedy Navrátilová zamierzała zakończyć karierę sportową), Katriną Adams, Rennae Stubbs, Łarysą Sawczenko-Neiland. Sukcesy w mikście odnosiła wspólnie z Amerykaninem Rickiem Leachem i rodakiem Tomem Nijssenem. Skutecznie grała do końca kariery - w swoim ostatnim występie turniejowym dotarła do finału deblowego Masters 2000 (Chase Champioships) w Nowym Jorku, ulegając razem z Arendt Martinie Hingis i Annie Kurnikowej 2:6, 3:6.
Do 1995 łączyła starty deblowe z grą pojedynczą. W latach 1989–1992 była klasyfikowana w czołowej pięćdziesiątce rankingu, najwyżej w lipcu 1990 - jako nr 29. Jedyne zwycięstwo turniejowe odniosła w 1989, pokonując w finale w Oklahomie Leilę Meschi 6:4, 6:4. Była również kilkakrotnie w finałach turniejowych (Oklahoma 1990, porażka z Amy Frazier; Denver 1991, porażka z Lori McNeil), a w 1992 doszła w singlu do ćwierćfinału wielkoszlemowego French Open, pokonując po drodze Manuelę Maleewą (wówczas nr 10 WTA) i Nathalie Tauziat (nr 14 WTA); przegrała z Hiszpanką Arantxą Sánchez Vicario (nr 5 WTA). Bollegraf odniosła w karierze również zwycięstwo nad Sánchez Vicario, a wśród innych zawodniczek, które udało się jej pokonać, były m.in. Amanda Coetzer, Jo Durie, Zina Garrison, Sabine Hack, Julie Halard-Decugis, Conchita Martínez, Natalija Medwediewa, Raffaella Reggi, Chanda Rubin, Barbara Paulus, Brenda Schultz.
W latach 1988–1999 występowała w reprezentacji narodowej w Pucharze Federacji. Grała głównie jako deblistka, ale w początkowym okresie zaliczyła także kilkanaście pojedynków singlowych. Bilans jej występów to 15 wygranych i 15 porażek. W 1996 uczestniczyła w Igrzyskach Olimpijskich w Atlancie, w parze z Schultz docierając do półfinału. Nie udało się jej jednak zdobyć medalu - w półfinale od Holenderek lepsza okazała się para amerykańska Gigi Fernández i Mary Joe Fernández, a w meczu o brązowy medal Hiszpanki Sánchez Vicario i Martínez. W 2006 roku Bollegraf objęła funkcję kapitana reprezentacji Holandii w Pucharze Federacji.

## Historia występów wielkoszlemowych
Legenda
     W, wygrany turniej
     F, przegrana w finale
     SF, przegrana w półfinale
     QF, przegrana w ćwierćfinale
     xR, przegrana w x rundzie
     A, brak startu
     NH, turniej się nie odbył
Turniej Australian Open odbył się dwukrotnie w 1977 roku w (styczniu i grudniu), za to nie został rozegrany w 1986 roku.

### Występy w grze pojedynczej
| Australian Open        | NH  | 2R  | 2R  | 3R | 2R | 1R | 1R | 1R  | 1R  | 2R  | 0 / 9  | 6 – 9   |  |  |  |  |  |  |  |
| French Open            | A   | 2R  | 1R  | 3R | 1R | 1R | QF | 1R  | 1R  | A   | 0 / 8  | 7 – 8   |  |  |  |  |  |  |  |
| Wimbledon              | A   | A   | 2R  | 1R | 1R | 3R | 2R | 1R  | 1R  | A   | 0 / 7  | 4 – 7   |  |  |  |  |  |  |  |
| US Open                | A   | A   | 2R  | 2R | 2R | 1R | A  | 1R  | 1R  | 2R  | 0 / 7  | 4 – 7   |  |  |  |  |  |  |  |
|                        |     |     |     |    |    |    |    |     |     |     |        |         |  |  |  |  |  |  |  |
| Ranking na koniec roku | 140 | 115 | 119 | 38 | 32 | 49 | 44 | 161 | 109 | 158 | 0 / 31 | 21 – 31 |  |  |  |  |  |  |  |

### Występy w grze podwójnej
| Australian Open        | NH  | 1R | QF | 2R | 1R | QF | QF | 3R | QF | SF | SF | QF | QF | QF | A  | 0 / 13 | 31 – 13  |  |  |  |  |  |  |  |  |
| French Open            | A   | 1R | 2R | 2R | 3R | 3R | QF | QF | 3R | 3R | QF | QF | 3R | 2R | 3R | 0 / 14 | 27 – 14  |  |  |  |  |  |  |  |  |
| Wimbledon              | A   | 2R | 3R | 3R | 1R | QF | 3R | 1R | SF | 3R | 3R | F  | 3R | QF | 2R | 0 / 14 | 28 – 14  |  |  |  |  |  |  |  |  |
| US Open                | A   | A  | 1R | 2R | 3R | QF | A  | 3R | QF | 2R | QF | SF | 2R | QF | 1R | 0 / 12 | 23 – 12  |  |  |  |  |  |  |  |  |
|                        |     |    |    |    |    |    |    |    |    |    |    |    |    |    |    |        |          |  |  |  |  |  |  |  |  |
| Ranking na koniec roku | 116 | 90 | 44 | 21 | 24 | 23 | 19 | 18 | 9  | 8  | 15 | 7  | 18 | 33 | 17 | 0 / 53 | 109 – 53 |  |  |  |  |  |  |  |  |

### Występy w grze mieszanej
| Australian Open | NH | A | A  | SF | A  | 1R | 2R | 2R | 2R | 1R | 2R | W  | 1R | SF | A  | 1 / 10 | 15 – 9  |  |  |  |  |  |  |  |  |  |  |
| French Open     | A  | A | SF | W  | 2R | 1R | SF | 3R | 2R | 2R | SF | SF | QF | 2R | 2R | 1 / 13 | 22 – 12 |  |  |  |  |  |  |  |  |  |  |
| Wimbledon       | A  | A | 1R | 3R | 3R | 2R | SF | F  | 1R | 1R | 1R | QF | 1R | 3R | QF | 0 / 13 | 22 – 13 |  |  |  |  |  |  |  |  |  |  |
| US Open         | A  | A | A  | SF | QF | W  | A  | QF | 1R | 1R | F  | W  | 1R | 1R | A  | 2 / 10 | 20 – 8  |  |  |  |  |  |  |  |  |  |  |
|                 |    |   |    |    |    |    |    |    |    |    |    |    |    |    |    |        |         |  |  |  |  |  |  |  |  |  |  |
|                 |    |   |    |    |    |    |    |    |    |    |    |    |    |    |    | 4 / 46 | 79 – 42 |  |  |  |  |  |  |  |  |  |  |

## Finały turniejów WTA
| Legenda                   | Legenda |
| ------------------------- | ------- |
| Wielki Szlem              |         |
| Igrzyska olimpijskie      |         |
| WTA Tour Championships    |         |
| WTA Doubles Championships |         |
| 1971 – 1987               |         |
| Virginia Slims Circuit    |         |
| Grand Prix Series         |         |
| Colgate Series            |         |
| 1988 – 2008               |         |
| Kategoria I               |         |
| Kategoria II              |         |
| Kategoria III             |         |
| Kategoria IV              |         |
| Kategoria V               |         |

### Gra pojedyncza 3 (1–2)
| Końcowy wynik | Nr | Data           | Turniej       | Nawierzchnia  | Przeciwniczka | Wynik finału |
| ------------- | -- | -------------- | ------------- | ------------- | ------------- | ------------ |
| Zwyciężczyni  | 1. | 5 marca 1989   | Oklahoma City | Twarda (hala) | Leila Meschi  | 6:4, 6:4     |
| Finalistka    | 1. | 25 lutego 1990 | Oklahoma City | Twarda (hala) | Amy Frazier   | 4:6, 2:6     |
| Finalistka    | 2. | 17 lutego 1991 | Aurora        | Twarda        | Lori McNeil   | 3:6, 4:6     |

### Gra mieszana 6 (4–2)
| Końcowy wynik | Nr | Data             | Turniej         | Nawierzchnia | Partner     | Przeciwnicy                                | Wynik finału     |
| ------------- | -- | ---------------- | --------------- | ------------ | ----------- | ------------------------------------------ | ---------------- |
| Zwyciężczyni  | 1. | 10 czerwca 1989  | French Open     | Ceglana      | Tom Nijssen | Arantxa Sánchez Vicario Horacio de la Peña | 6:3, 6:7(3), 6:2 |
| Zwyciężczyni  | 2. | 7 września 1991  | US Open         | Twarda       | Tom Nijssen | Arantxa Sánchez Vicario Emilio Sánchez     | 6:2, 7:6(2)      |
| Finalistka    | 1. | 4 lipca 1993     | Wimbledon       | Trawiasta    | Tom Nijssen | Martina Navrátilová Mark Woodforde         | 3:6, 4:6         |
| Finalistka    | 2. | 7 września 1996  | US Open         | Twarda       | Rick Leach  | Lisa Raymond Patrick Galbraith             | 6:7(6), 6:7(4)   |
| Zwyciężczyni  | 3. | 25 stycznia 1997 | Australian Open | Twarda       | Rick Leach  | Łarysa Neiland John-Laffnie de Jager       | 6:3, 6:7(5), 7:5 |
| Zwyciężczyni  | 4. | 6 września 1997  | US Open         | Twarda       | Rick Leach  | Mercedes Paz Pablo Albano                  | 3:6, 7:5, 7:6(3) |

## Występy w Turnieju Mistrzyń

### W grze podwójnej
| Rok  | Rezultat    | Partnerka           | Przeciwniczki                        | Wynik            |
| 1993 | Ćwierćfinał | Katrina Adams       | Gigi Fernández Natalla Zwierawa      | 3:6, 4:6         |
| 1994 | Półfinał    | Martina Navrátilová | Jana Novotná Arantxa Sánchez Vicario | 2:6, 4:6         |
| 1995 | Półfinał    | Nicole Arendt       | Jana Novotná Arantxa Sánchez Vicario | 6:7(7), 6:2, 2:6 |
| 1997 | Półfinał    | Nicole Arendt       | Alexandra Fusai Nathalie Tauziat     | 3:6, 2:3 krecz   |
| 2000 | Finał       | Nicole Arendt       | Martina Hingis Anna Kurnikowa        | 2:6, 3:6         |

## Występy w turnieju WTA Doubles Championships
| Rok  | Rezultat    | Partnerka        | Przeciwniczki                             | Wynik            |
| 1990 | Finał       | Meredith McGrath | Łarysa Sawczenko-Neiland Natalla Zwierawa | 4:6, 1:6         |
| 1991 | Ćwierćfinał | Lise Gregory     | Arantxa Sánchez Vicario Robin White       | 3:6, 3:6         |
| 1992 | Ćwierćfinał | Katrina Adams    | Jennifer Capriati Gigi Fernández          | 2:6, 5:7         |
| 1995 | Finał       | Rennae Stubbs    | Meredith McGrath Łarysa Neiland           | 2:6, 6:7(2)      |
| 1996 | Zwycięstwo  | Nicole Arendt    | Gigi Fernández Natalla Zwierawa           | 6:3, 2:6, 7:6(6) |
| 1997 | Zwycięstwo  | Nicole Arendt    | Rachel McQuillan Nana Miyagi              | 6:1, 3:6, 7:5    |

## Występy w igrzyskach olimpijskich

### Gra podwójna
| Runda                                                                       | Partnerka                   | Przeciwniczki                                             | Wynik          |
| --------------------------------------------------------------------------- | --------------------------- | --------------------------------------------------------- | -------------- |
|                                                                             |                             |                                                           |                |
| Letnie Igrzyska Olimpijskie w Atlancie 1996, reprezentując państwo Holandia |                             |                                                           |                |
| I runda                                                                     | Brenda Schultz-McCarthy [3] | Ukraina Olga Lugina / Natalija Medwediewa                 | walkower       |
| II runda                                                                    | Brenda Schultz-McCarthy [3] | Węgry Virág Csurgó / Andrea Temesvári                     | 7:6(5), 7:6(5) |
| Ćwierćfinał                                                                 | Brenda Schultz-McCarthy [3] | Szwajcaria Martina Hingis / Patty Schnyder [WC]           | 6:4, 6:3       |
| Półfinał                                                                    | Brenda Schultz-McCarthy [3] | Stany Zjednoczone: Gigi Fernández, Mary Joe Fernández [1] | 5:7, 6:7(3)    |
| O brązowy medal                                                             | Brenda Schultz-McCarthy [3] | Hiszpania: Conchita Martínez, Arantxa Sánchez Vicario [4] | 1:6, 3:6       |